# Karađorđevićové
Karađorđevićové (srbsky Карађорђевићи, Karađorđevići, někdy Karadjordjeviči) byla vládnoucí knížecí a později královská dynastie v Srbsku v letech 1806–1813, 1842–1858 a 1903–1918 a později v letech 1918–1945 v Království Srbů, Chorvatů a Slovinců resp. Království Jugoslávie. Za zakladatele dynastie je považován Karađorđe Petrović vůdce prvního srbského povstání proti Osmanské říši. Po jeho odchodu do exilu se dostala k moci v Srbsku dynastie Obrenovićů, jejíž představitel Karadordeho po návratu z exilu v roce 1817 nechal na příkaz osmanského sultána zabít. Od této doby vedla dynastie Karadjordjevićů krvavý boj o vládu s dynastií Obrenovićů. Karađorđeho mladší syn Alexandr Karađorđević se po nespokojenosti s vládou Obrenovićů stal v roce 1842 srbským knížetem. V roce 1858 byl ale sám svržen a nahrazen opět Obrenoviči. Za vlády Obrenovićů se Srbsko stalo královstvím. Až roku 1903 po vyvraždění královské rodiny usedl Alexandrův syn Petr I. Karađorđević na srbský trůn. Po první světové válce se pak stal králem království Srbů, Chorvatů a Slovinců, zahrnující s výjimkou Bulharska území obývaná Jihoslovany. Pod vládou jeho syna Alexandra I. byl stát přejmenován na Jugoslávii (stát Jižních Slovanů). Dynastie byla od roku 1941 v exilu kvůli okupaci Jugoslávie zeměmi Osy. Král Petr II. nikdy neabdikoval a formálně zbaven vlády byl v listopadu 1945, kdy byla vyhlášena socialistická federativní republika Jugoslávie.
Současnou hlavou dynastie je od roku 1970 korunní princ Alexandr, syn krále Petra II. Po pádu komunistického režimu se rodina vrátila do Srbska. V roce 2001 bylo parlamentem Svazové republiky Jugoslávie členům rodiny navráceno občanství, kterého byli zbaveni roku 1947.
Dynastie měla starší, ale nevládnoucí větev, která vymřela v roce 1920, když zemřel princ Alexej Karađorđević.

## Počátky dynastie
Po celou dobu turecké nadvlády, která trvala od roku 1389, kdy proběhla nešťastná bitva na Kosově poli, přecházela mezi Srby legenda, že po čtyři sta letech přijde ten, kdo Turky vyžene. Byla to srbská legenda, ale jak se chýlila doba, Turky zneklidňovala stále více. Zřejmě cítili, jak pod jejím vlivem sílí odpor Srbů. A tak dokonce Srbům zabíjeli novorozené chlapce. Zakladatel dynastie  Karađorđe Petrović (Karadjordje tedy Černý Jiří) se proto podle legendy narodil potajmu v dutém stromě a tím ho matka zachránila před jistou smrtí.[zdroj?] Přesné datum není známo, odvozuje se od toho, že se při narození tohoto muže zjevilo na obloze velké světlo. I proto ho později mnoho lidí považovalo za vyvoleného.

### První srbské povstání

Kníže Miloš Obrenović I.

Počátkem 19. století v Srbsku došlo k dvěma významným povstáním proti Osmanské nadvládě. První vypuklo v roce 1804 jako následek dlouhodobých nepokojů, které vyvolávalo kruté prosazování slábnoucí turecké moci na svých balkánských teritoriích. Vůdcem povstání se stal obchodník s dobytkem a bojovník Đorđe Petrović (1762–1817), který byl Turky nazýván Kara Đorđe (Černý Jiří) a stal se zakladatelem vládnoucí dynastie Karađorđevićů. Jeho povstalecké oddíly se z několika set mužů rozrostly na tisíce a porážely turecké řadové jednotky, které se stále více omezovaly pouze na udržení městských pevností a po řadě bojů vytvořil na území bývalého bělehradského pašalíku vládu,[zdroj?] nezávislou na sultánovi. Turci se dál snažili Karađorđa buď zabít, nebo alespoň podplatit a nabízeli mu poklady. Úspěchy povstání však zmařily výsledky bukurešťského míru a Karađorđe v roce 1813 uprchl do exilu v Rakousku.

### Zrada Miloše Obrenoviće
V Rakousku se ale roku 1817 nechal se přesvědčit, že je třeba potajmu se vrátit do Srbska a připravit a posílit rodící se další povstání společně s knížetem Milošem Obrenovićem. Ten však byl mezitím Turky za svoji účast v protitureckém hnutí omilostněn a také měl jiný plán na osvobození Srbska, který spočíval ve smírnějším postupu proti Turecku. Charismatický a v národě oblíbený vojevůdce Karađorđe Petrović však do těchto záměrů nezapadal a velmi se příčil Istanbulu. Sultán přikázal knížeti Milošovi Obrenovićovi, aby Karađorđeho zabil, ten ho ale nemohl a nedokázal zabít a tak úkol svěřil Nikolovi Novakovićovi. Ten úkol vykonal a dne 13. července 1817 Karaďordeho zabil. Společně s kumpány mu usekl hlavu a tu na znamení loajality Miloš Obrenović poslal do Istanbulu (nikdy se už do Srbska nevrátila).
Nikola Novaković, který vlastní rukou usekl Karađorđovi hlavu, se později utopil a jeho rod se v Srbsku považuje dodnes za prokletý. Miloš Obrenović sice vládl nějaký čas Srbsku, ale syna mu zabili v puči sami Srbové. Ti se dodnes jako národ stydí za to, že utlačovatelům, Turkům, Srb vydal Srba.

## Podruhé na trůně
Potom co v roce 1815 vypuklo druhé srbské povstání, které svým rozsahem a úspěšnosti nezaostávalo za povstání prvním, vedené Milošem Obrenovićem vedly srbské vítězné akce k mírovému jednání s Turky. Obrenović dosáhl svého uznání dědičným srbským knížetem ze strany Turků.
Již následující rok však vypuklo další povstání, tentokrát úspěšnější. Bylo vedené jedním z vojenských velitelů prvního povstání Milošem Obrenovićem, které tentokrát definitivně vymanilo zemi z osmanského područí. Srbsko bylo vyhlášeno autonomním knížectvím v rámci Osmanské říše, jejíž moc však byla silně omezena. I přesto se ale jednalo o velkou vzpruhu pro srbský národ. Osmané si pouze zachovali právo na nevelký roční poplatek a kontrolu nad 6 městy a 2 pevnostmi. Miloš Obrenović byl nucen abdikovat v roce 1839 a po krátké vládě jeho syna Michala Obrenoviće byl k moci povolán syn zakladatele srbského státu Alexandr Karađorđević. Roku 1858 se však role vyměnily a Obrenovićové se vrátili na trůn. Téměř 80letý Miloš Obrenović zemřel roku 1860, jeho syn Mihailo při své druhé vládě roku 1867 dosáhl úplné nezávislosti na Turecku a rozšíření území Srbska směrem na jih.

## Potřetí na trůně

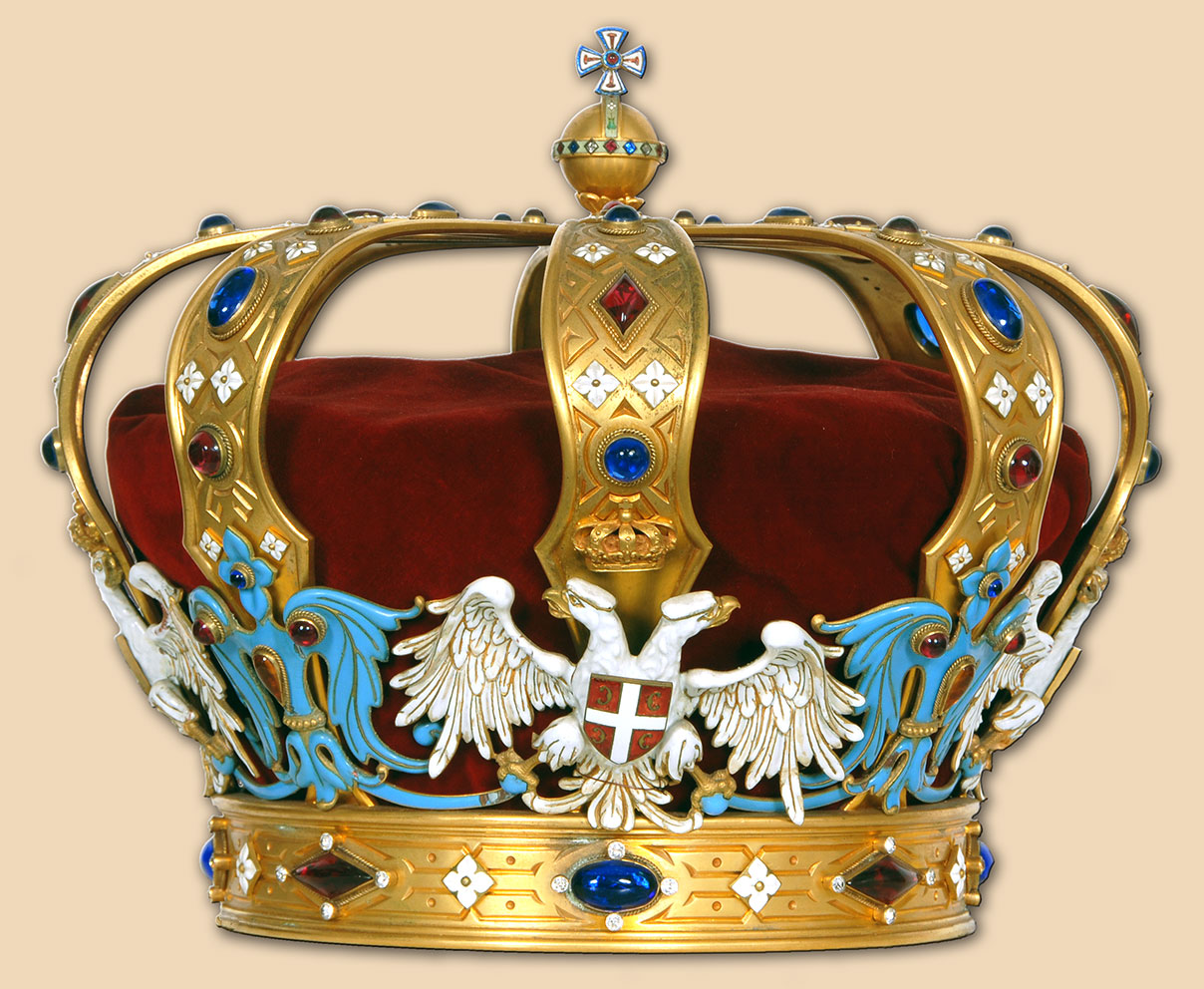
Srbská královská koruna

V roce 1889 je však nucen abdikovat. Po něm nastupuje jeho syn Alexandr I. Obrenović. Počátek jeho vlády doprovázely jeho nápady vládnout autoritativně a také sňatek s prostou vdovou, kterou byla Draga Mašínová. Krále v té době zaměstnávaly politické problémy v zemi.
Jelikož manželka prince Mirka byla vnučkou Alexaxdra Konstantinoviće a jeho ženy, srbské královny Anky Obrenovićové, bylo ustanoveno srbskou vládou, že se Mirko stane srbským korunním princem, protože manželství Alexandra Obrenoviće a jeho ženy Dragy bylo bezdětné.
Z obecného hnutí odporu se zformovala organizovaná skupina, která naplánovala atentát na panovnický pár. V roce 1903 byla tedy v Srbsku krvavým pučem sesazena a vyvražděna nepopulární královská dynastie Obrenovićů v čele s králem jímž byl Alexandr I. Obrenović, upřednostňujících prorakouskou politiku a k moci se dostal rod Karađorđevićů, který zaujímal protirakouské pozice. Karađorđevićové měli zřejmě zásluhu na vyvraždění Obrenovićů, který provedla organizace Černá ruka.
Po atentátu na Alexandra a Dragu ztratil Mirko šanci pro nástup na srbský trůn, ovšem v roce 1911 se stal členem společnosti Černá ruka, která usilovala o sjednocení[zdroj?] Srbů na Balkáne, ale i předtím zabila srbského krále Alexandra I. a jeho ženu Dragu.
Dynastie Obrenovićů však skončila neslavně.[zdroj?] Po Milanovi II., který prohlásil Srbsko královstvím, nastoupil na trůn Alexandr II. Jeho vládu poznamenaly skandály kolem královny Dragy[zdroj?], rozené Lunjevica, vdovy po ing. Mašínovi, a královská rodina byla nakonec vzbouřenci roku 1903 vyvražděna. Následně se již potřetí na trůn vrátili Karađorđevićové, reprezentováni nyní králem Petrem I. Ten žil téměř celý život po vyhnání svého otce Alexandra ve francouzském exilu, získal vysoké hodnosti ve francouzské armádě, zúčastnil se bosenského povstání a byl ženat s dcerou černohorského knížete Nikoly Zorkou. Za jeho panování Srbsko zažívalo velký hospodářský a kulturní rozkvět. I přesto ale zemi tížily mnohé spory, hlavně s Bulharskem, se kterým Srbsko svedlo válku v polovině 80. let 19. století. Nová generace politiků, umělců a společnost vůbec se zaměřila na Anglii a Francii a odpoutala se od Německa a Rakouska.

## Mužští potomci Karađorđeho
Níže uvedený seznam zahrnuje mužské členy dynastie Karađorđevićů. Tučné označuje současnou hlavu dynastie. Číslo v závorce označuje pořadí linii následnictví trůnu k dubnu 2022. Pořadí v linii následnictví není oficiální.
- Velký kníže Karađorđe (1768–1817)
  - Alexej Karađorđević (1801–1830)
    - Jiří Karađorđević (1827–1884)
      - Alexej Karađorđević (1859–1920)
      - Božidar Karađorđević (1862–1908)

  -  kníže Alexandr (1806–1885)
    - Alexej Karađorđević (1836–1841)
    - Dědičný princ Svetozar (1841–1847)
    -  král Petr I. (1844–1921)
      - Princ Jiří (1887–1972)
      -  král Alexandr I. (1888–1934)
        -  král Petr II. (1923–1970)
          -  Korunní princ Alexandr (* 1945)
            - Princ Petr (* 1980)
            - (1) Dědičný princ Filip (* 1982)
              -  (2) Princ Stefan (* 2018)

            - (3) Princ Alexandr (* 1982)

        - Princ Tomislav (1928–2000)
          - (4) Princ Mikuláš (* 1958)
          - (5) Princ Jiří (* 1984)
          - (6) Princ Michael (* 1985)

        - Princ Ondřej (1929–1990)
          - Princ Kryštof (1960–1994)
          - (7) Princ Vladimir (* 1964)
            - Princ Kirill (2001–2001)

          - (8) Princ Dimitrij (* 1965)

      - Princ Ondřej (1890–1890)

    - Princ Ondřej (1848–1864)
    - Princ Jiří (1856–1889)
    - Princ Arsen (1859–1938)
      -  Princ regent Pavel (1893–1976)
        - Princ Alexandr (1924–2016)
          - Princ Dimitrij (* 1958)
          - Princ Michael (* 1958)
          - Princ Sergius (* 1963)
            - (nelegit.) Umberto (* 2018)

          - Princ Dušan (* 1977)

        - Princ Nikolas (1928–1954)

## Panovníci z dynastie Karađorđevićů

### Srbská knížata
- Karađorđe Petrović – (1804–1813), vůdce Prvního srbského povstání, zakladatel dynastie
- Alexandr Karađorđević – (1842–1858), syn Karađorđe Petroviće

### Srbský král
- Petr I. Karađorđević – (1903–1918), syn Alexandra Karađorđeviće

### Králové Srbů, Chorvatů a Slovinců, od 1929 králové Jugoslávie
- Petr I. Karađorđević – (1918–1921), zastupován synem Alexandrem jako regentem
- Alexandr I. Karađorđević – (1921–1934)
- Petr II. Karađorđević – (1934–1945), od roku 1941 již vládl sám
  - (1934–1941) regentská rada za nezletilého Petra II. Karađorđeviće v čele s princem Pavlem Karađorđevićem

### Hlavy rodu po roce 1945
- Petr II. Karađorđević – (1945–1970)
- Alexandr II. Karađorđević – (od 1970), syn Petra II. Karađorđeviće

## Galerie

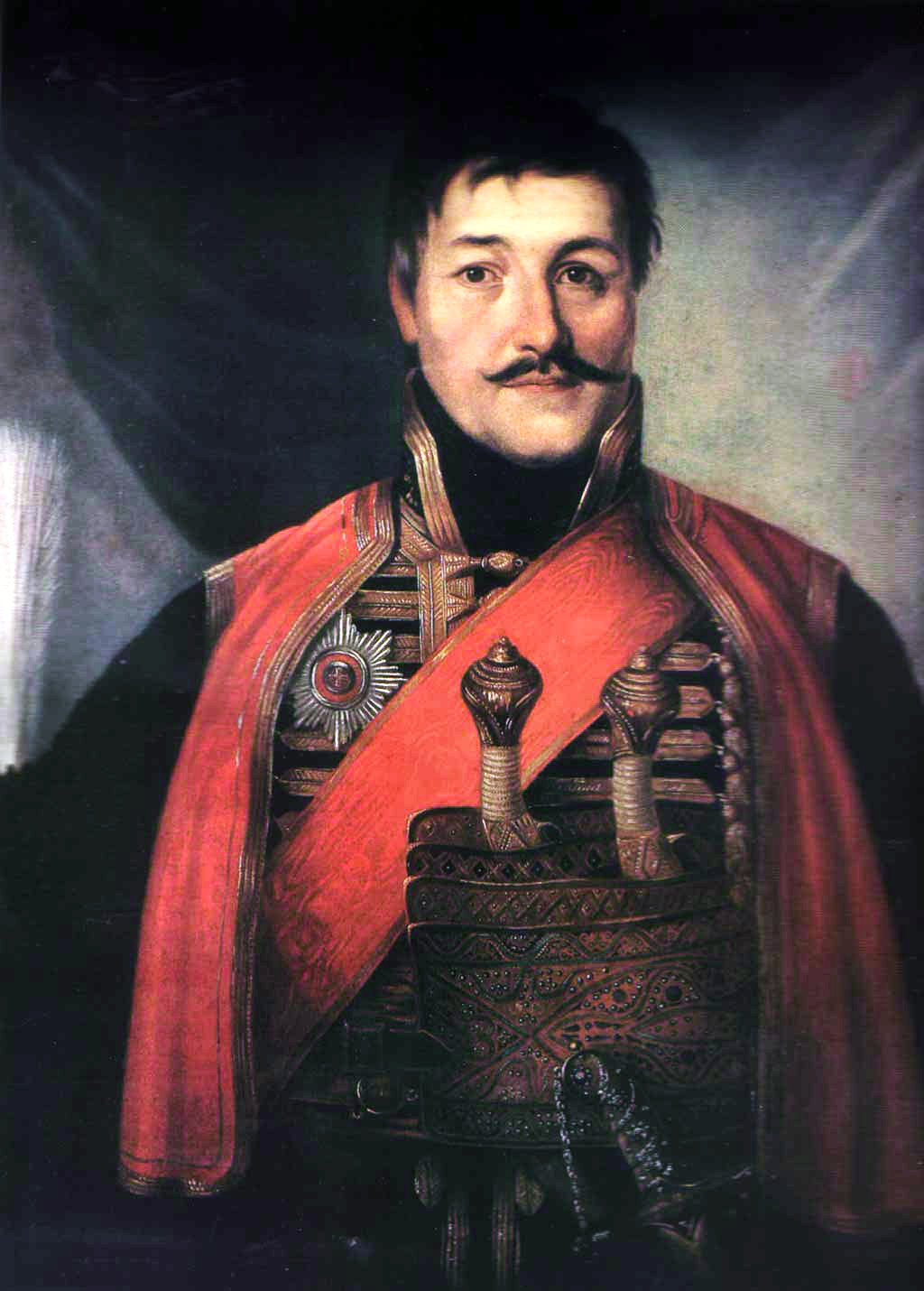
Karađorđe Petrović
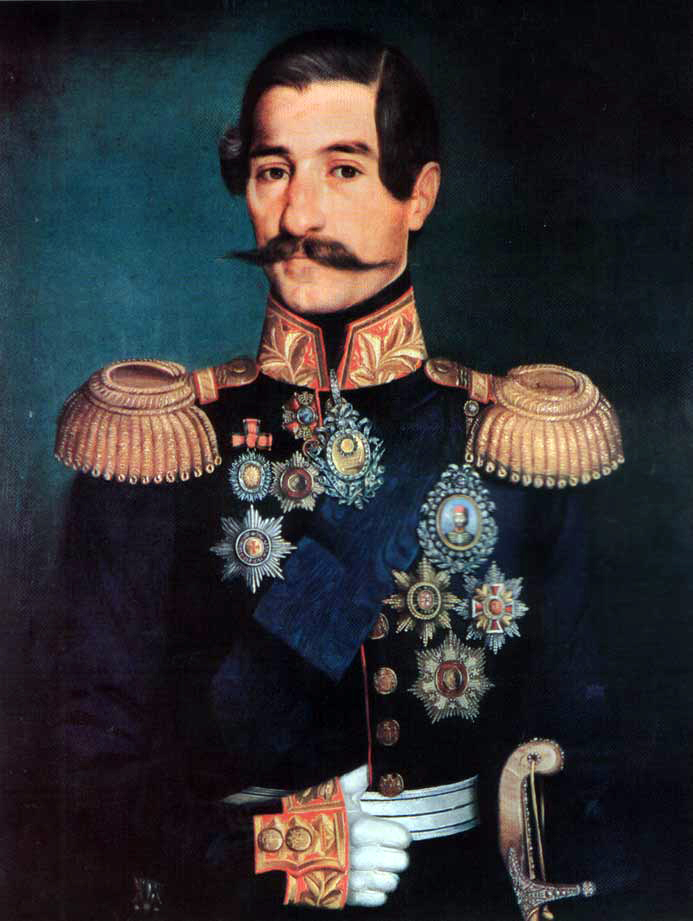
Kníže Alexandr Karađorđević
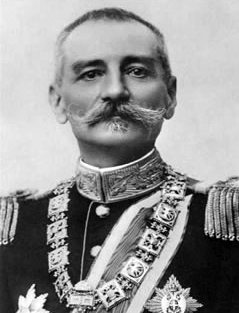
Král Petr I. Karađorđević
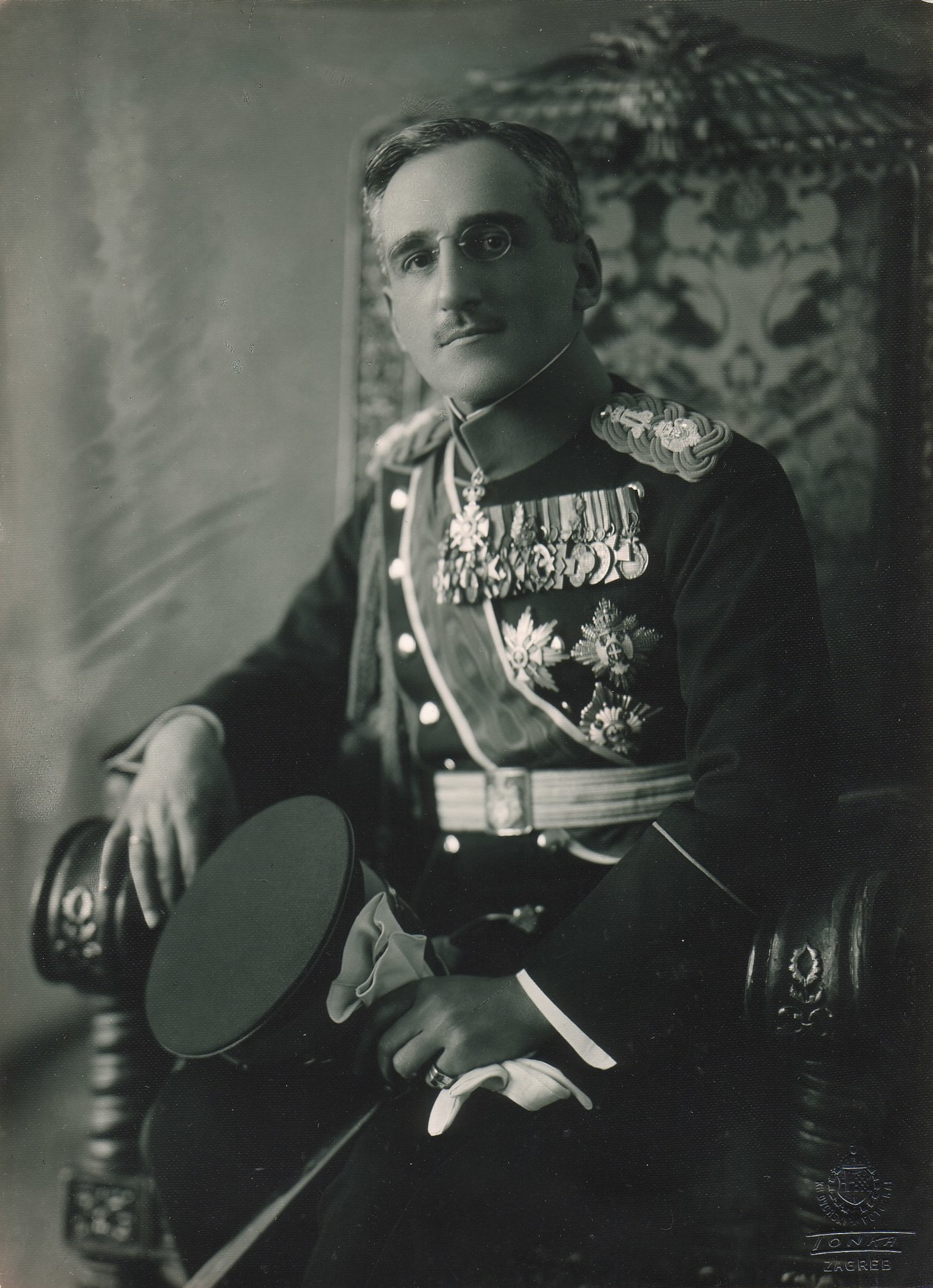
Král Alexandr I. Karađorđević
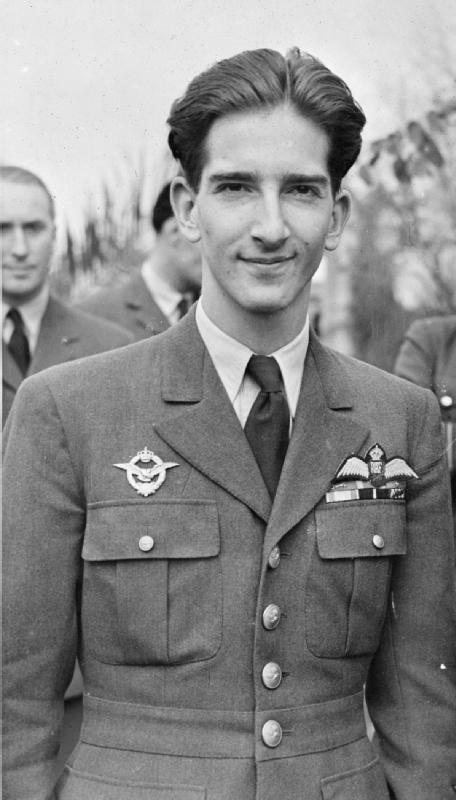
Král Petr II. Karađorđević
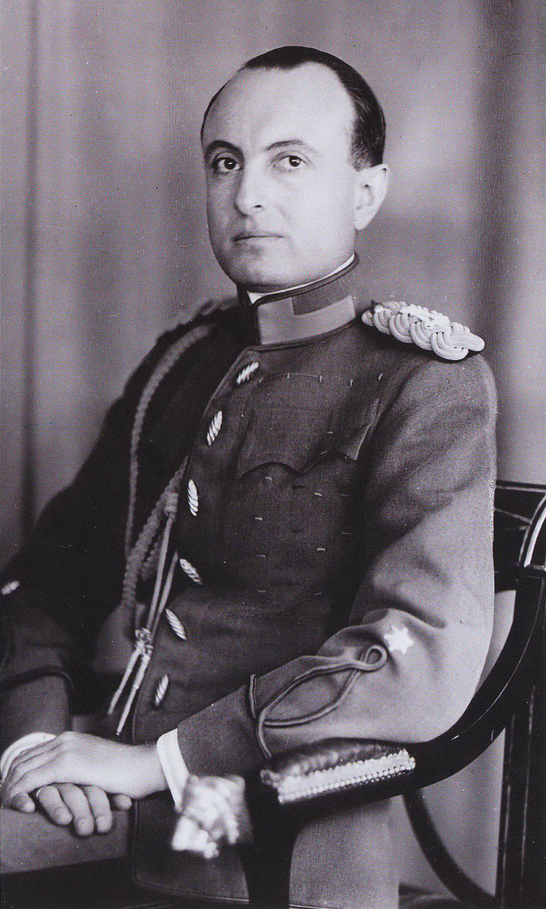
Regent princ Pavel
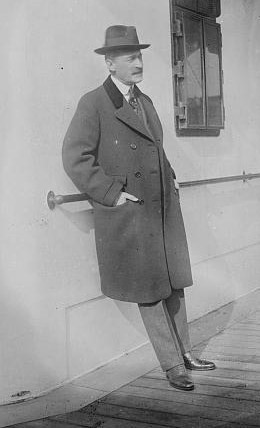
Princ Alexej Karađorđević
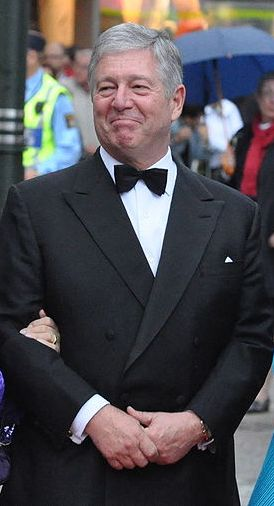
Korunní princ Alexandr Karađorđević